# Darkness of Ignorance
Darkness of Ignorance är Abhinandas debut-EP, utgiven av Desperate Fight Records 1993.

## Låtlista[1]
1. "Confront Yourself"
2. "Thousand Years"
3. "Rising Fire"
4. "Lifestyle"
5. "Darkness of Ignorance"